# اللورد تشارلز مونتاغيو

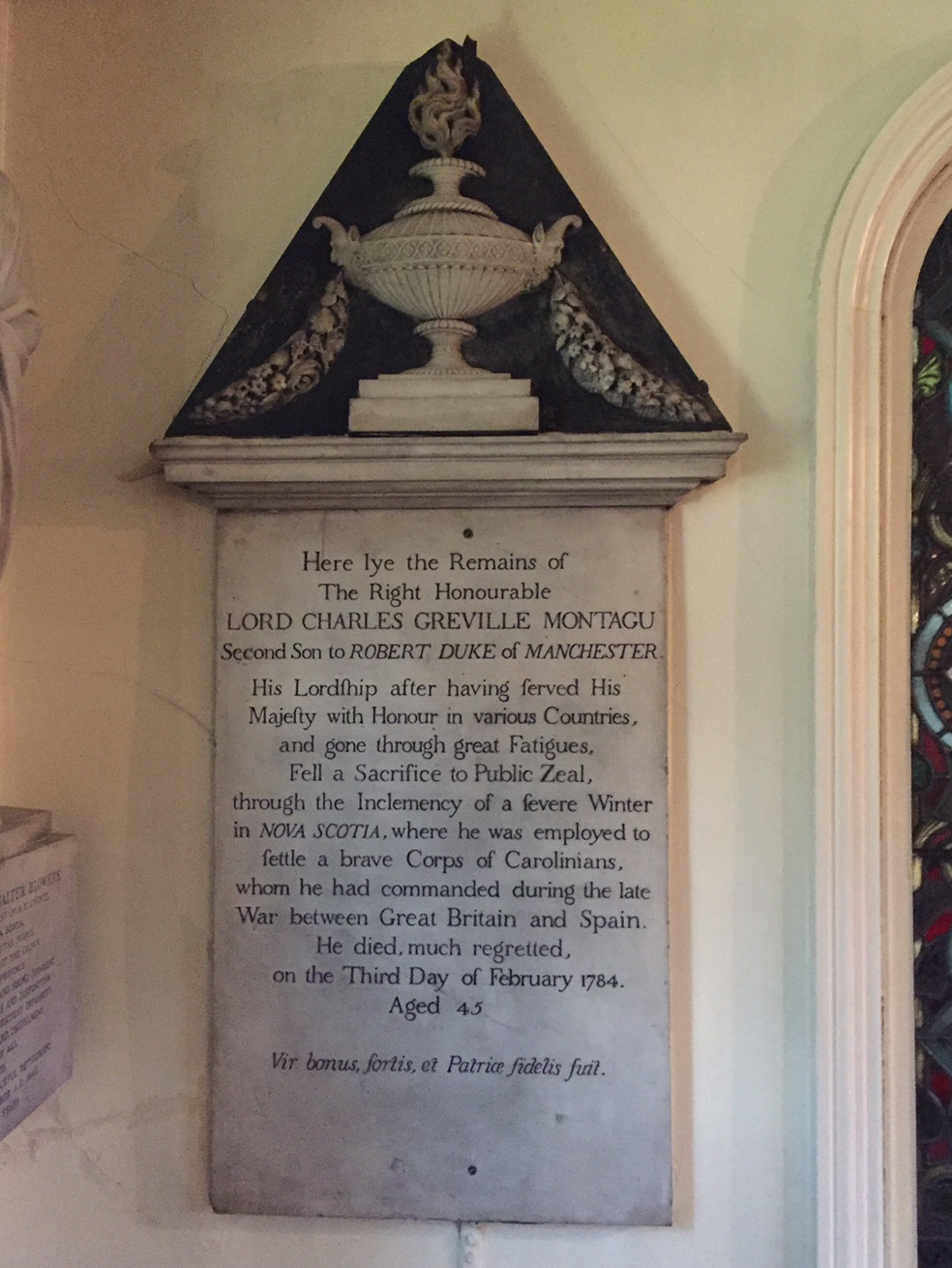
اللورد تشارلز جريفيل مونتاغيو، كنيسة القديس بولس (هاليفاكس) ، نوفا سكوتيا

كان اللورد تشارلز غرفيل مونتاغيو (بالانجليزية: Lord Charles Montagu) (1741 إلى 3 فبراير 1784) آخر حاكم ملكي لمُقاطعة كارولاينا الجنوبية من 1766 إلى 1773، حيث خدم وليام بول الثاني في عامي 1768 وما بين 1769-1771. وكان أيضًا قائد فوج دوق كمبرلاند أثناء الثورة الأمريكية.

## السيرة الشخصية
كان تشارلز الابن الثاني لروبرت مونتاغيو، دوق مانشستر الثالث. التحق تشارلز بجامعة أكسفورد عام 1759 وتزوج من السيدة إليزابيث بالمر في عام 1765. كما كان عضو مجلس النواب عن هانتينغدونشاير 1762-1765. 
محاولاته لفرض قانون الطوابع لعام 1765 جعلته غير شعبي مع المستعمرين المحليين كحاكم، وأدى إلى مغادرته خلال الثورة الأمريكية. حاول أن يكون مساعداً مع المستعمرين وحاول أن يكن مع المتمردين أو الثوار الأمريكيين، بعد أن عفا عن بعض المنظمين. ومع ذلك، لم يكن ذلك كافيا. 
أثناء الحرب الثورية الأمريكية، بدأت مونتاغيو في تجنيد الأسرى الأمريكيين لفوج دوق كمبرلاند للقتال من أجل الحرب البريطانية ضد القوات الإسبانية، حيث كان مع جانب المستعمرين. قُبض على تشارلز وهو يجند جنودًا على متن سفن السجن البريطانية في نيويورك، لكن الجنرال ناثانيل غرين أطلق سراحه. حاول تشارلز إقناع الجنرال الأمريكي ويليام مولتري بالانضمام إلى فوجه، لكنه فشل. قام تشارلز ومجندوه بتشكيل فوج جيش دوق كومبرلاند، لكن تم أُعفي عن الخدمة العسكرية عام 1783. 
وصل تشارلز إلى هاليفاكس، نوفا سكوتيا مع عائلته (وجوزيف مارشال). استقر فوج دوق كومبرلاند الخاص به في غيسبورو. توفي بعد فترة وجيزة ودفن في سرداب كنيسة القديس بولس في هاليفاكس. يذكر قبره أنه توفي في 3 فبراير 1784، ولا يزال في الأربعينيات من عُمره، ذكر عنه كرجل جيد وشجاع، كان مخلصًا لملكه ولبلده.

## ميراث
- شارع مونتاغيو يحمل الاسم نفسه في تشارلستون ، كارولينا الجنوبية.
- فوج مونتاغيو هو الاسم نفسه لشارع كمبرلاند، تشارلستون، كارولينا الجنوبية.

## روابط خارجية
- تشارلز غرفيل مونتاغيو، 1741-1783